# Jim Spaceborn
Jim Spaceborn var en dansk tecknad science fiction-serie för barn, tecknad och skriven av Frank Madsen 1983-1987. Den gavs ut av leksaksföretaget Lego i sex länder och var ett led i att lansera deras "rymdprogram" 1984. Totalt utgavs tre 48-sidorsalbum och tre 24-sidorshäften med Jim Spaceborn.